# بريتانيكوس
هو الابن الشرعي للإمبراطور كلوديوس والوريث الشرعي للحكم.

## نسبه
ولد بريتانيكوس لوالده الإمبراطور كلوديوس, وله أخت واحده أوكتافيا. بريتانيكوس هو الوريث الشرعي الوحيد للحكم من والده كلوديوس ولكنه رغم ذلك لم يصل أبدا للحكم

## ضياع الحكم
كلوديوس هو الإمبراطور الذي تولى الحكم بعد مقتل الإمبراطور كاليغولا. كان كلوديوس يتسم بالبلاهة وقد كان يستخدم اسمه في ذلك الوقت للتحقير. بعد أن تولى الحكم، امر باعادة ابنة أخيه أغربينيا من منفاها الذي أمر به الإمبراطور كاليغولا. ومع مرور الوقت ظهر حب كلوديوس لابنة اخيه. ورغم أن القانون الروماني في ذلك الوقت كان يحرم مثل هذه العلاقة، إلا أن الامر انتهى بزواج كلوديوس من ابنة أخيه أغربينيا واجباره لمجلس الشيوخ بمباركة هذا الزواج.
وتمادى كلوديوس في حبه لأغربينيا فقرر أن يعلن تبنيه لابنها نيرون من زوجها السابق. ليصبح نيرون في ذلك الوقت الابن الأكبر لكلوديوس لانه كان يكبر بريتانيكوس بثلاثة سنوات.
تقوم أغربينيا بعد ذلك ببسط سيطرتها على كلوديوس وابنته أوكتافيا وتتحكم في كل ما يتعلق بحياة بريتانيكوس. فكانت تتعمد أن تظهره في مظهر الأطفال وتتحكم في تعليمه، وفي الوقت ذاته تظهر نيرون في مظهر الرجال وكأنه يكبر بريتانيكوس بعشرة سنوات. ولكي تضفي مزيدا من الشرعية على ابنها نيرون استطاعت بدهاء اقناع كلوديوس بان يزوج ابنته أوكتافيا من نيرون وبذلك اختفى بريتانيكوس تماما من الساحة وبقي في الحجرات المغلقه للقصر الامبراطوري يعامل معاملة الأطفال.
بعدها تقوم أغربينيا بتدبير مقتل كلوديوس ويتولى نيرون الحكم الامبراطوري ويتناسى الجميع بريتانيكوس الوريث الشرعي الوحيد للحكم

## مقتله
ينشأ مع مرور الوقت صراع بين نيرون المتعطش للدماء والفجور والملذات وبين أمه أغربينيا المتعطشه بالحكم والمتدخله في كل شؤونه. وعندما يصل الصراع إلى ذروته ويبدأ نيرون في اتباع سياسه طائشه والانغماس في ملذاته، تفاجأه أغربينيا بتهديدها المفاجأ الذي زلزل عرشه بانه ان لم يخضع لرغباتها فستقوم بانقلاب عليه وتعيين بريتانيكوس الوريث الشرعي للحكم امبراطورا.
ورغم أن أغربينيا لم تكن جاده في هذا التهديد إلا أن ذلك أثار نفس نيرون وذكره بأن الوريث الشرعي للحكم ما زال على قيد الحياة، فقرر أن يتخلص منه للأبد. ويدبر نيرون خطه محكمه لقتل بريتانيكوس بالسم. وبعد تنفيذ الخطة يدفنه دون أن يعطي لأحد الفرصة للنظر إلى الجثة حتى لا يتعرف أحد على حقيقة مقتله، ويشيع نيرون أن وفاة بريتانيكوس طبيعيه نتيجة مرضه.
وبعد دفنه تكشف الأمطار قبره وجثته التي تتحول للسواد وهو ما كان معروفا وقتها أن السبب في تحول الجثة للسواد هو الموت بالسم
وبذلك يموت بريتانيكوس ضحية لنيرون وأمه أغربينيا رغم أنه الإمبراطور الشرعي للروما في ذلك الوقت